# Fernando Riquelme Lidón
Fernando Riquelme Lidón (Orihuela, 30 de julio de 1947) es un diplomático y escritor español. 

## Biografía
Es licenciado en Ciencias Políticas por la Universidad Complutense de Madrid. Ingresó en la carrera diplomática en 1974. Ha estado destinado en representaciones diplomáticas y consulares de España en Siria, Argentina, Francia e Italia y ha sido embajador de España en Polonia (1993–1998) y embajador de España en Suiza y Liechtenstein (2007 - 2010). De diciembre de 2002 a diciembre de 2005 trabajó como Director de la Oficina del director general en la Organización de las Naciones Unidas para el Desarrollo Industrial (ONUDI) con sede en Viena (Austria). En Madrid ha desempeñado los cargos de director de la Oficina de Cooperación con Guinea Ecuatorial (1985-1989); director general del Instituto de Cooperación para el Desarrollo (1989–1993); Embajador en Misión Especial (1999–2001); y director general de Asuntos Multilaterales (2011-2012). 
Es miembro de la Real Academia de Gastronomía.
Como escritor ha publicado “Alhábega” (Burgos 2008), obra de ficción que evoca la vida provinciana de la España de mediados del siglo XX; “Victoria, Eros y Eolo” (Madrid, 2010), novela; "La Piel Asada del Bacalao" (Gijón, 2010), libro de reflexiones y recuerdos gastronómicos; "28008 Madrid" (Burgos, 2012), novela urbana sobre un barrio de Madrid; “Delicatessen” (Córdoba, 2018), ensayo gastronómico; "Viaje a Nápoles" (Madrid, 2018), literatura de viajes combinada con personajes de ficción; "Diccionario comentado de Gastronomía" (Gijón 2019).

## Obras literarias
- ALHÁBEGA (2008). Editorial Dossoles, Burgos. Colección "La Valija Diplomática". 202 páginas. I.S.B.N.: 978-84-96606-36-4.

Alhábega es el nombre que se da a la albahaca en la Vega Baja del Segura. Su perfume forma parte de la evocación del ambiente provinciano de la Orihuela de mediados del siglo XX, adormilada en el sopor de la dictadura bajo el manto clerical de la religión, donde solo la huida o la muerte cortan el cordón umbilical con una sociedad incómoda, injusta y opresiva. El desfile de personajes variopintos va conformando un mosaico del tiempo pretérito que el autor quiere rememorar con ayuda de elementos de léxico local y otras curiosas referencias antropológicas. La lectura transporta fácilmente al lector hasta el escenario de un mundo pretecnológico que desaparecería tiempo después con el avance del desarrollismo.
- VICTORIA, EROS Y EOLO (2010). Editorial Verbum, Madrid. 160 páginas. I.S.B.N.: 978-84-7962-482-8.

La novela propone un paseo por escenarios cosmopolitas de Europa y Oriente Medio, dentro del mundo de las organizaciones internacionales y de los proyectos de desarrollo, que sirve de marco a los encuentros y frustraciones amorosas de Victoria, una mujer con perfiles muy actuales, quien se enfrenta asimismo con la realidad de los intereses que gobiernan las políticas internacionales de solidaridad.
- LA PIEL ASADA DEL BACALAO (2010). Editorial Trea, Gijón. Colección "La comida de la vida". 160 páginas. I.S.B.N.: 978-84-9704-523-0.

La obra combina la reflexión en torno al hecho gastronómico con recuerdos personales sobre la materia e información sobre aspectos diversos de la cultura de la alimentación, los comestibles, la cocina y la mesa.
- 28008 MADRID (2012). Editorial Dossoles, Burgos. Colección "La Valija Diplomática". 179 páginas. I.S.B.N.: 978-84-96606-84-5.

Una sugestiva estampa: el realismo insólito del latido urbano de una cuadrícula del centro de Madrid en una combinación de ficción y costumbrismo. Una falsa crónica de barrio que desvela personajes que cruzan sus historias sorprendentes, sus dramas existenciales, sus sueños y sus miserias. Un microcosmos que refleja la realidad actual de una sociedad de valores mutantes.
- DELICATESSEN (2018). Editorial Almuzara, Córdoba. 315 páginas. I.S.B.N.: 978-84-17044-73-2.

Ensayo que describe ampliamente los alimentos del Reino vegetal y del Reino animal que pueden considerarse delicatessen, de acuerdo con el concepto propuesto en la propia obra. Es un libro de divulgación gastronómica que trata sucesivamente de los alimentos silvestres recolectados, de los procedentes de la caza y la pesca, de productos agrícolas selectos y sus derivados (vino, aceite, licores, cerveza, pan…), de la carne selecta y de los productos cárnicos y derivados tan icónicos como el foie gras, siempre bajo el prisma de la singularidad y la exquisitez.
- VIAJE A NÁPOLES (2018). Editorial Cuadernos del Laberinto, Madrid. Colección "La Valija Diplomática". 192 páginas.  I.S.B.N.: 978-84-948260-6-1.

Obra que recuerda a la clásica literatura de viajes, con el valor añadido de una narración reforzada por la presencia de personajes de ficción que le confieren un carácter cuasi novelístico. La historia, el arte, las leyendas, la canción napolitana, la gastronomía, la Camorra y otros aspectos típicos y tópicos de Nápoles desfilan por sus páginas componiendo la imagen poliédrica que caracteriza a esta ciudad italiana.
- DICCIONARIO COMENTADO DE GASTRONOMÍA (2019). Editorial Trea, Gijón. Colección "La comida de la vida". 206 páginas.  I.S.B.N.: 978-84-17987-32-9.

Diccionario lexicográfico de términos relacionados con la gastronomía comentados para apostillar el significado de algunos vocablos y situarlos en contexto.
- EL CLUB DE LAS AMAZONAS (2021). Éride ediciones, Madrid. 229 páginas. I.S.B.N.: 978-84-18848-14-8.

Novela: Una serie de personajes, hombres y mujeres, más o menos machistas ellos o feministas ellas, inciden en la vida del narrador que se enfrenta a situaciones conflictivas inesperadas ante el cambio de paradigma de las relaciones entre personas de distinto sexo.